# Stilicone
Flavio Stilicone (latino: Flavius Stilicho, greco: Φλάβιος Στιλίχων; 359 circa – Ravenna, 22 o 23 agosto 408) fu un patrizio, console e magister militum dell'esercito romano di origine vandala.
De facto esercitò la reggenza della parte occidentale dell'impero romano dalla morte di Teodosio I, sotto l'impero del giovane figlio di Teodosio I, Onorio, senza riuscire a imporre la sua autorità anche all'Impero romano d'Oriente.
Condusse numerose campagne militari contro i Barbari e combatté contro l'usurpatore Gildone in Africa. Respinse i Visigoti di Alarico e sconfisse gli Ostrogoti di Radagaiso. Tuttavia, per proteggere l'Italia lasciò le frontiere del Reno sguarnite, tanto da non riuscire ad arrestare l'invasione delle armate vandale e alane. Infine, non riuscì a reprimere l'usurpazione di Costantino III in Gallia e in Britannia.
Durante la sua reggenza, Stilicone condusse una politica in continuità con quella di Teodosio I: integrazione dei Barbari nell'esercito e nella società e, nel campo religioso, promozione del cristianesimo niceno e opposizione al paganesimo e alle eresie ariane e donatiste, attirandosi così l'ostilità delle élite romane.

## Biografia

### Origini e inizio della vita
Stilicone nacque nell'odierna Germania da padre vandalo, ausiliario romano ufficiale di cavalleria sotto l'Imperatore Valente, e da madre cittadina romana.
Era originariamente di confessione religiosa ariana, considerata eretica dal resto del Cristianesimo. 
Parlava correttamente il latino, lingua ufficiale dell'Impero romano di Occidente e di Oriente, il greco, principale lingua d'uso dell'Impero Romano d'Oriente, e almeno un idioma del gruppo germanico.
Entrò presto nell'esercito romano dove fece carriera al tempo di Teodosio I, che regnò sulla parte orientale dell'impero e che, dopo la battaglia del Frigido (394), cui Stilicone partecipò in qualità di capo della cavalleria dopo la morte prima dei combattimenti del predecessore Recimero, fu l'ultimo imperatore a reggere un impero ancora unificato. Nel 384, Teodosio lo inviò presso lo Scià persiano sasanide Sapore III in quanto tribuno della guardia imperiale in una missione diplomatica per negoziare la pace e la spartizione dell'Armenia. La missione ebbe successo e, tornato a Costantinopoli, fu promosso al rango di magister equitum e comes domesticorum.
Nel 384 sposò Serena, nipote dell'Imperatore Teodosio. Dalla loro unione nasceranno Eucherio e due figlie: Maria e Termanzia che andarono in spose, in momenti successivi, all'imperatore Onorio. Serena era una bella e giovane donna ambiziosa che godeva di grande considerazione presso lo zio: si adopererà sempre per supportare la carriera del marito.
Nel 388 seguì Teodosio nella guerra contro l'usurpatore Magno Massimo che tentava di prendere il controllo dell'Occidente sotto Valentiniano, cognato di Teodosio.
Divenuto magister peditum praesentalis e magister utriusque militiae ristabilì l'esercito che poi, sotto la guida di Teodosio, il 5 settembre 394 vincerà la battaglia del Frigido contro le truppe dell'usurpatore Flavio Eugenio e del suo generale Arbogaste, responsabili della morte di Valentiniano II. In questa battaglia Stilicone ebbe anche un ruolo di comando, avendo alle sue dipendenze il visigoto Alarico che in seguito sarebbe divenuto suo nemico, alla guida di un consistente numero di foederati goti. Stilicone si distinse particolarmente al Frigido, tanto da guadagnarsi in seguito il controllo assoluto dell'esercito e diventare, insieme con il prefetto del pretorio Flavio Rufino, il personaggio principale dell'Impero. Per questo Teodosio I poco prima di morire il 17 gennaio 395 vide in lui l'uomo a cui poter affidare la reggenza dell'Impero a nome di almeno uno dei due figli ancora giovani, l'undicenne Onorio.

### Guerra contro Alarico e contrasti con l'Oriente

Dittico di Stilicone (400 circa, Monza, Tesoro del Duomo), raffigurante Stilicone, la moglie Serena e il figlio Eucherio

Onorio salì così sul trono d'Occidente, mentre al fratello Arcadio andò la parte orientale. Stilicone divenne il comandante in capo delle truppe dell'esercito d'Occidente nonché reggente di Onorio. Stilicone rivendicò in realtà che le ultime volontà di Teodosio fossero che Stilicone fosse il reggente di entrambi i suoi figli, l'undicenne Onorio e il diciottenne Arcadio, a cui lasciò rispettivamente l'Occidente e l'Oriente, al fine di mantenere la coesione delle due parti dell'Impero. Tuttavia, il prefetto del pretorio d'Oriente Rufino, che di fatto era il reggente di Arcadio (associato al trono dal padre fin dal 383) mentre Teodosio era in Italia, rifiutò di cedere a Stilicone il potere detenuto fino a quel momento, accusando il generalissimo d'Occidente di menzogna. Il conflitto tra Stilicone e Rufino per la reggenza di Arcadio ingenerò un forte deterioramento dei rapporti tra le due partes dell'Impero. I due fratelli, infatti, invece di dirigere l'Impero in maniera collegiale, si disputarono il controllo delle terre confinanti, specialmente dell'Illirico.
Nel 395 i Visigoti di Alarico della Mesia, foederati di Roma, ruppero l'alleanza con Roma e saccheggiarono la Tracia. La ragione era che Alarico era infuriato per non aver ottenuto un ruolo di comando nell'esercito romano, anche se vi furono sospetti di collusione con il prefetto del pretorio d'Oriente Rufino, che avrebbe spinto Alarico a rivoltarsi.
Stilicone mise insieme un esercito e marciò contro di loro, ma Arcadio, spinto dal prefetto del pretorio Flavio Rufino, nemico di Stilicone, ordinò alle truppe orientali, che formavano una parte dell'armata di Stilicone, di far ritorno a Costantinopoli per proteggere la capitale. In Oriente infatti si aveva ancora timore che in realtà Stilicone mirasse a conquistare il dominio anche di Costantinopoli prendendo il posto di Rufino come reggente di Arcadio. Lo stesso Alarico, a capo di un popolo che non era più stato sconfitto dai Romani dopo la disastrosa Adrianopoli del 378, si trovò a giocare abilmente in mezzo alle rivalità esistenti tra le due parti dell'Impero. Stilicone obbedì e rimandò indietro le truppe che di fatto non avevano fatto ritorno in Oriente dopo la battaglia del Frigido, indebolendo così il suo esercito. Intanto, giunte a Costantinopoli, le truppe, al comando del goto Gainas, uccisero Rufino: i sospetti che fossero state sobillate dallo stesso Stilicone furono alti.
Nel frattempo, all'inizio del 396, Stilicone tornò a Milano, da cui partì per visitare la frontiera del Reno. Stilicone ne approfittò per reclutare dalle tribù al di là del Reno numerosi ausiliari germanici, con cui nel 397 affrontò Alarico nel Peloponneso, che il re visigoto aveva invaso, riuscendo ad accerchiarlo su un colle; tuttavia, Alarico riuscì in qualche modo a sfuggirgli, e a devastare l'Epiro. Il modo in cui Alarico riuscì a sfuggire all'accerchiamento romano non è chiaro: secondo Claudiano la colpa sarebbe di Arcadio che, questa volta consigliato da Eutropio, avrebbe ordinato a Stilicone di ritirarsi, e il comandante romano obbedì; secondo invece Zosimo, la colpa sarebbe stata di Stilicone stesso, reo di non essere riuscito a mantenere la disciplina nel suo esercito, che si sarebbe sparpagliato nelle campagne predando quel poco che gli stessi Goti non avevano ancora saccheggiato invece di dare il colpo decisivo ai Visigoti di Alarico. Probabilmente a causa di questa intromissione di Stilicone negli affari orientali, Eutropio fece dichiarare dal senato di Costantinopoli Stilicone hostis publicus dell'Impero d'Oriente. Nel frattempo Alarico, giunto a un accordo con Arcadio, ottenne nuove terre di insediamento in Macedonia e venne nominato magister militum per Illyricum, e ciò gli permise di riequipaggiare il suo esercito di nuove armi romane.
In quello stesso anno il comes Africae Gildone alleandosi con Arcadio, trasferì la propria obbedienza all'Impero d'Oriente, rivoltandosi e interrompendo il rifornimento del grano dall'Africa a Roma. Stilicone reagì immediatamente requisendo il grano della Gallia e dell'Hispania e inviando Mascezel, fratello di Gildone stesso, contro il ribelle; la rivolta venne immediatamente sedata e l'Africa ritornò a rifornire Roma e l'Italia di grano, anche se Mascezel perì in circostanze sospette, forse assassinato per ordine dello stesso Stilicone che si assunse tutto il merito della vittoria.
Lo stesso anno concede in moglie all'imperatore Onorio la figlia Maria e nel 400 ottiene la carica di console.

### Le invasioni barbariche di Alarico e di Radagaiso
Nel novembre del 401 Alarico invase l'Italia, varcando le Alpi Giulie, devastò le province di Venezia, Liguria ed Etruria, espugnando Aquileia e diverse altre città senza incontrare alcuna seria resistenza; Alarico giunse persino ad assediare Mediolanum, capitale dell'Impero romano d'Occidente, e, a un certo punto, si diffuse il timore che il re goto sarebbe riuscito ad avanzare fino a Roma. Stilicone, inizialmente, non poté reagire, in quanto dovette respingere un'incursione di Vandali in Rezia prima di marciare contro Alarico. Una volta vinti gli invasori della Rezia in battaglia, ne approfittò per rinforzare la sua armata spingendo una parte dei Barbari vinti ad arruolarsi come ausiliari nel suo esercito. Mandò inoltre ordini alle legioni poste alla difesa della frontiera del Reno e della Britannia di raggiungerlo in Italia per affrontare i Visigoti di Alarico. Tornato in Italia, Stilicone riuscì ad attraversare l'Adda, nonostante i ponti fossero caduti in mano nemica, e a costringere Alarico a levare l'assedio della capitale. Alarico fu costretto a ripiegare verso le Alpi Marittime ma fu affrontato da Stilicone nella battaglia di Pollenzo, che ebbe luogo il 6 aprile 402 durante le celebrazioni pasquali e fu vinta dai Romani: Stilicone, in seguito alla vittoria di misura in questa battaglia, recuperò il bottino dei Goti ma soprattutto fece prigionieri la moglie e i figli di Alarico. Alarico, tuttavia, pur avendo subito delle perdite, costituiva ancora una seria minaccia, avendo ancora la cavalleria intatta. Stilicone riuscì tuttavia a convincerlo a ritirarsi dalla Penisola e a fare ritorno nell'Illirico promettendogli in cambio la liberazione dei suoi famigliari catturati in seguito alla battaglia di Pollenzo. Durante la ritirata dei Goti, tuttavia, Alarico violò almeno in parte i patti, costringendo Stilicone ad affrontarlo di nuovo presso Verona nel 403, battaglia che si concluse con un'ulteriore sconfitta dei Goti. Pertanto i Goti furono costretti ad abbandonare l'Italia varcando di nuovo le Alpi Giulie e a fare ritorno in Illiria.
La dinamica di tali battaglie resta tuttavia sconosciuta: nessuna si rivelò decisiva, e Alarico poté sempre sfuggire a un disastro definitivo. Più di uno storico ritiene che in realtà Stilicone, a corto di soldati, cercasse un accomodamento e forse addirittura un'alleanza con il potente esercito visigoto. Sembra infatti che Stilicone intendesse usare Alarico come alleato contro l'Impero romano d'Oriente per spingere Arcadio a cedere all'Impero d'Occidente l'Illirico orientale. Sozomeno, in effetti, attesta che nel 405 i Visigoti di Alarico erano insediati nella «regione dei Barbari ai confini di Dalmazia e Pannonia» e che Alarico era stato nominato generale romano per volontà di Stilicone, che lo istigò a invadere l'Epiro. Secondo diversi studiosi moderni, la «regione dei Barbari ai confini di Dalmazia e Pannonia» andrebbe identificata con quei distretti a cavallo tra Dalmazia e Pannonia, cioè con territorio romano-occidentale; essi sostengono dunque che, già in seguito alla battaglia di Verona del 403, Stilicone avesse acconsentito di concedere ai Visigoti terre di insediamento in Dalmazia e Pannonia, in cambio della loro alleanza contro l'Impero d'Oriente al fine di sottrargli i territori contesi dell'Illirico Orientale; secondo i suddetti studiosi la carica militare romana che Stilicone avrebbe concesso ad Alarico sarebbe stata quella di Comes Illyrici. Altri studiosi invece non concordano, identificando la «regione dei Barbari ai confini di Dalmazia e Pannonia» con province romano-orientali confinanti appunto con Dalmazia e Pannonia, ovvero Praevalitana e Moesia I. Dunque Stilicone, dopo Verona, avrebbe concesso ad Alarico un mero salvacondotto, e i Visigoti avrebbero fatto ritorno in territorio romano-orientale, come sembrerebbe peraltro suggerire una lettera datata 404 in cui il mittente Onorio, rivolgendosi al destinatario e fratello Arcadio, si lamentava per non essere stato informato delle devastazioni compiute nell'Illirico Orientale da non meglio specificati Barbari, da identificare presumibilmente con i Visigoti di Alarico. I suddetti studiosi datano l'alleanza militare tra Stilicone e Alarico contro l'Impero d'Oriente al 405.
Per celebrare la vittoria l'imperatore e il suo generale entrarono trionfalmente a Roma. Stilicone e Onorio sfilarono davanti al popolo romano sullo stesso carro ed è in questa occasione che si tennero gli ultimi combattimenti di gladiatori a Roma, prima che Onorio decida di vietarli definitivamente.
Nel 405 Stilicone venne di nuovo onorato con la carica di console ordinario.
Alla fine dell'anno 405, un ostrogoto di nome Radagaiso oltrepassò le Alpi al comando di un imponente esercito costituito soprattutto da Ostrogoti (anche se alcune fonti, come Zosimo, sostengono che l'esercito di Radagaiso fosse multietnico) ed entrò in Italia. Incominciò a scorrazzare per la pianura padana attorno a Ravenna, divenuta la nuova capitale dell'Impero, seminando terrore e infine varcò gli Appennini giungendo in Etruria con l'obiettivo di puntare su Roma. Stilicone decretò una serie di misure d'urgenza per poter affrontare i barbari, permettendo persino agli schiavi (normalmente esentati dal servizio militare) di arruolarsi promettendo loro in cambio la libertà oltre a un premio in denaro di due solidi. Nel frattempo gli invasori assediarono Florentia, ma dovettero ritirarsi con l'arrivo dell'esercito di Stilicone da Pavia rafforzato dalle truppe dei Visigoti di Saro e degli Unni di Uldino. La battaglia decisiva ebbe luogo a Fiesole nel 406, nella quale l'armata romana riuscì ad avere la meglio sul nemico. Costretti dalla fame, molti dei barbari di Radagaiso si arresero, mentre gli altri vennero sterminati. Il capo ostrogoto venne catturato e ucciso il 23 agosto 406. Stilicone approfittò della vittoria per rinforzare il suo esercito costringendo 12 000 dei soldati di Radagaiso a reclutarsi nell'esercito romano, mentre il resto dei barbari superstiti vennero venduti in schiavitù. Secondo Orosio, per l'eccessiva abbondanza di goti venduti come schiavi, il prezzo per ogni schiavo diminuì drammaticamente. Stilicone venne di nuovo celebrato come salvatore di Roma e un arco di trionfo venne inaugurato a Roma per commemorare la vittoria «che aveva annientato per l'eternità la nazione getica»; inoltre i Romani, grati al generale «per il suo amore eccezionale verso il popolo romano», innalzarono sulla tribuna dei Rostri una statua raffigurante Stilicone.
Nel 405 ordinò la distruzione dei libri sibillini, le cui profezie cominciavano a essere utilizzate per attaccare il suo governo. Nella fine del 406, inviò Alarico in Epiro, stringendo con lui un'alleanza contro l'Impero d'Oriente: l'intenzione di Stilicone era farsi consegnare da Arcadio l'Illirico orientale.

### L'invasione barbarica in Gallia e l'usurpazione di Costantino
Stilicone, impegnato nella difesa dell'Italia contro Alarico e Radagaiso, fu costretto a sguarnire la frontiera del Reno, come attestato dai panegirici di Claudiano: 
quaeque domant Chattos inmansuetosque Cheruscos,

huc omnes vertere minas tutumque remotis

excubiis Rhenum solo terrore relinquunt.

ullane posteritas credet? Germania quondam

illa ferox populis, quae vis instantibus olim

principibus tota poterat cum mole teneri,
 
iam sese placidam praebet Stilichonis habenis,
 
ut nec praesidiis nudato limite temptet

expositum calcare solum nec transeat amnem,
 
incustoditam metuens attingere ripam.»
(Claudiano, De bello gothico, versi 422-432.)
Questo è quanto scrisse Claudiano nel 402-403, ben prima dell'attraversamento del Reno del 406. Si può dire quindi che le affermazioni di Claudiano riguardanti i timori delle nazioni germaniche di attraversare un fiume indifeso furono contraddette dagli avvenimenti successivi. Nella notte del 31 dicembre 406, gruppi di Vandali, Alani, Suebi e Burgundi, essendo le frontiere sguarnite dalle truppe impegnate in Italia, attraversarono il Reno gelato e sorpresero la guarnigione romana di Mogontiacum. In seguito si espansero in tutta la Gallia, saccheggiandola e devastandola. L'invasione, secondo la tradizione storica, causò immani massacri. L'avvenimento resta di portata storica epocale, in quanto questi popoli non sarebbero mai più usciti dall'Impero e vi avrebbero fondato, insieme con gli stessi Visigoti, i primi Regni romano-barbarici.

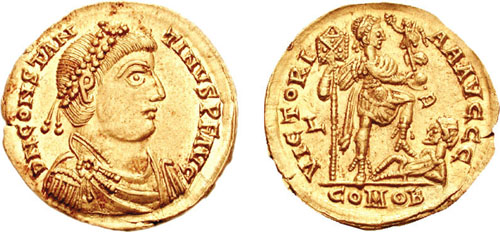
L'usurpatore Costantino

Nel frattempo, già negli ultimi mesi del 406, la Britannia, rimasta indifesa contro le incursioni di Pitti, Scoti e Sassoni, si rivoltò al governo centrale, sotto la guida dell'usurpatore Marco. Ucciso Marco dai suoi stessi soldati dopo pochi mesi di regno, usurpò la porpora Graziano, che tuttavia in breve tempo fece la stessa fine del suo predecessore. Le truppe britanniche elessero quindi imperatore Costantino, il quale nel 407 decise di sbarcare con la sua armata in Gallia con il pretesto di difenderla dagli invasori del Reno che la stavano devastando. Sbarcato a Boulogne, riuscì in breve tempo a impadronirsi della Gallia, Britannia e in seguito anche dell'Hispania, privando Onorio di metà del suo impero. L'Imperatore legittimo restò in possesso delle sole diocesi dell'Italia, dell'Africa e della Pannonia.
Stilicone non fu energico com'era stato con Radagaiso, e la Gallia restò abbandonata a barbari e usurpatori. Nel frattempo Stilicone da Ravenna stava ultimando i preparativi per raggiungere Alarico in Epiro per condurre una guerra civile contro l'Impero romano d'Oriente quando due notizie lo trattennero dal partire: si era sparsa la voce infondata della presunta morte di Alarico e inoltre Onorio da Roma gli aveva inviato lettere che lo informarono dell'usurpazione di Constantino in Gallia. Stilicone, annullata dunque ufficialmente la spedizione illirica, inviò nel 407 un'armata sotto il comando del generale romano di origini gote Saro in Gallia per porre fine all'usurpazione di Constantino. Dopo alcuni iniziali successi in cui sconfisse i generali di Costantino, Giustiniano e Nebiogaste, giungendo ad assediare Valentia Julia, dove era asserragliato Costantino stesso, le sorti cambiarono. L'usurpatore sembrava sul punto di capitolare, ma durante il settimo giorno di assedio intervennero in suo soccorso le truppe di Edobico e Geronzio, che costrinsero Saro a levare l'assedio e a ritirarsi in tutta fretta; durante la frettolosa ritirata, Saro fu costretto peraltro a cedere tutto il bottino accumulato ai Bagaudi che controllavano i passi montani per ottenere da loro il permesso di passare le Alpi e rientrare indenni in Italia.

### Conflitti con Costantinopoli e problema Alarico
Forte dei suoi successi, Stilicone intravide per la prima volta la possibilità di una guerra con l'Impero romano d'Oriente. Dopo che i rapporti tra le due partes erano decisamente migliorati nel periodo dal 401 al 403, a partire dal 404 le due partes cominciarono di nuovo a litigare, questa volta per la deposizione del patriarca di Costantinopoli Giovanni Crisostomo, non approvata dall'Occidente romano, oltre che per il possesso della Prefettura del pretorio dell'Illirico. Onorio inviò alla corte del fratello Arcadio dei messi per protestare per la deposizione di Giovanni Crisostomo, ma costoro, al loro arrivo, furono addirittura imprigionati per ordine di Arcadio, cosa che Onorio non prese bene. Nel 404 e nel 405 Stilicone non riconobbe il console romano-orientale di quei anni (anche se quello del 405 fu riconosciuto tardivamente a metà anno) e, intorno a quel periodo, ordinò la chiusura dei porti d'Italia alle navi provenienti dall'Oriente. Nel frattempo si avvicinò ad Alarico e strinse un'alleanza militare con lui, suggellata da uno scambio di ostaggi. Alarico venne nominato generale romano, presumibilmente magister militum per Illyricum o in alternativa Comes Illyrici. In posizione di forza Stilicone esigette alla fine dell'autunno 406 l'annessione dell'Illirico orientale, che era sotto l'autorità nominale di Costantinopoli, alla pars occidentis, tornando così allo stato preesistente alle disposizioni di Graziano del 379.
Ma la prospettiva di una guerra e la rottura della concordia fratrum non fu bene accolta dalle élite romane e un'opposizione sorda ai progetti di Stilicone cominciò a farsi sentire, incoraggiata dal partito nazionalista anti-barbarico.
Malgrado ciò nel 407 Alarico prese possesso a nome di Onorio dell'Epiro. Stilicone gli aveva inviato nel frattempo il prefetto del pretorio dell'Illirico Giovio, affinché approvvigionasse l'armata visigota. Stilicone era pronto a partire per l'Oriente, ma venne fermato dalla notizia dell'usurpazione di Costantino in Gallia e dalla falsa notizia della morte di Alarico. Onorio, sotto pressioni di Serena (che mirava alla concordia tra le due partes) e dando la priorità alla guerra contro l'usurpatore Costantino III, decise di annullare ufficialmente la spedizione, avvertendo della decisione Alarico mediante lettere. Stilicone tornò a Roma per consultarsi con l'Imperatore e con il senato romano sulle prossime mosse da adottare.
Nel 408 Alarico reagì occupando il Norico e premendo sulle frontiere dell'Italia; da tale posizione di forza, mediante messi spediti a Ravenna presso Stilicone, esigette il versamento di 4 000 libbre d'oro non solo quale ricompensa "per i servizi resi" all'Impero d'Occidente in Epiro, ma anche come rimborso spese per il viaggio dall'Epiro al Norico, e minacciando di invadere l'Italia nel caso questa richiesta non fosse stata soddisfatta. Stilicone portò la richiesta davanti al Senato sollecitando il versamento della somma richiesta quale ricompensa per aver servito gli interessi dell'Imperatore d'Occidente. Malgrado la viva opposizione, il Senato accordò il sussidio al fine di assicurare la pace in Italia e conservare l'alleanza con il re dei Visigoti. Solo il praefectus urbi Lampadio ebbe il coraggio di opporsi apertamente affermando che « questo non è affatto un trattato di pace, ma un patto di schiavitù», per poi rifugiarsi in chiesa timoroso della possibile vendetta di Stilicone. In effetti questa vittoria politica sembrò più una disfatta morale, danneggiando ulteriormente la reputazione del reggente.

### Ticinum e la fine di Stilicone
A questo punto Onorio decise di recarsi a Ticinum per visitare l'esercito che si stava preparando per una seconda spedizione in Gallia contro Costantino. Stilicone, spalleggiato dal suo fidato avvocato e consigliere Giustiniano e forse presagendo la rivolta dell'esercito a Pavia che di fatto avrebbe cagionato la sua rovina, cercò di dissuadere l'imperatore, ma oramai non aveva più l'autorità sufficiente per opporsi: Onorio, oramai maggiorenne, manifestava insofferenza nei confronti del tutore sempre troppo presente e ancora troppo influente nella vita politica e nell'esercito. Inoltre, dopo l'affare Alarico, cominciava a nutrire dubbi sulla lealtà del suo generale. Stilicone, volendo impedire quel viaggio perché temeva che le truppe di Pavia, a lui avverse, avrebbero potuto approfittarne per tramare ai suoi danni, per esempio portando dalla loro parte Onorio, avrebbe persino spinto Saro a generare una rivolta dei soldati a Ravenna per intimidire Onorio, ma ciò non diede i risultati sperati e Onorio raggiunse comunque Bologna. Qui Onorio scrisse a Stilicone ordinandogli di punire in maniera esemplare i soldati ribelli. Quando però il generalissimo annunciò l'intenzione di punirli con la decimazione, i soldati, con un pianto dirotto, ottennero che il generale scrivesse all'Imperatore, chiedendo di non punirli; in questo modo ottennero il perdono da Onorio, scampando pertanto alla punizione.
A Bologna Onorio apprese della morte del fratello Arcadio avvenuta a Costantinopoli il primo maggio 408. Incontrato Stilicone nella città felsinea, ebbe con lui una discussione accesa: Onorio intendeva infatti andare a Costantinopoli per prendere tutela del giovane nipote Teodosio, ma Stilicone lo convinse che, con Alarico e Costantino in agguato e con i rapporti conflittuali con l'Oriente, la presenza dell'Imperatore in Italia in questi frangenti così delicati era necessaria e che sarebbe andato lui stesso a Costantinopoli, senza illudersi del successo della missione. Stilicone convinse inoltre Onorio a scrivere ad Alarico per informarlo della sua nuova missione al servizio dei Romani in Gallia. Stilicone intendeva infatti tenere impegnati i foederati Visigoti di Alarico in Gallia facendoli combattere insieme alle legioni romane contro l'usurpatore Costantino III.
Convinto Onorio, Stilicone si preparò per partire per Costantinopoli, ma, narra Zosimo, tardò a eseguire ciò che aveva promesso. Era il canto del cigno per Stilicone: la debolezza dell'impero, pur imputabile a una catena di eventi scatenati dalla sconfitta di Adrianopoli e dall'inutile carneficina del Frigido, era palese. Per di più la sua origine barbara e il suo credo ariano gli procurarono odio tra i cortigiani imperiali, specialmente Olimpio, che complottarono contro di lui, influenzando l'imperatore con diverse voci: che aveva pianificato l'assassinio di Rufino, che stava brigando con Alarico, che aveva istigato gli invasori del Reno a invadere la Gallia nel 406 e soprattutto che intendeva recarsi a Costantinopoli con l'intenzione di deporre Teodosio e porre sul trono imperiale il figlio Eucherio.
Il 9 agosto dunque, l'imperatore giunse a Ticinum accompagnato da Olimpio che non si lasciò sfuggire l'occasione di cominciare la sua opera di segreta sobillazione dei militari sfruttando il loro sentimento nazionalista romano anti-germanico e quindi anti-stiliconiano. Infatti il 13 agosto, mentre l'imperatore arringava le truppe, a un gesto stabilito, sguainate le spade, i soldati incominciarono un massacro spaventoso. Sotto il furore della soldatesca, caddero vittime numerosissime persone, militari germanici legati a Stilicone, ma anche innocenti civili. Tra questi vi erano il præfectus prætorio Galliarum Limenio, quello d'Italia Macrobio Longiniano, il magister militum per Gallias Cariobaude, il magister officiorum Nemorio, il comes sacrarum largitionum Patroino, il comes domesticorum Salvio e il quaestor sacri palatii Salvio, il magister equitum Vincenzio. Terminata la strage nel campo, gli ammutinati si riversarono nella città che devastarono, casa per casa, in cerca di fuggiaschi e saccheggiarono compiendo indicibili violenze anche sull'ignara popolazione. Inutili furono i tentativi di Onorio di fermare la strage.
Intanto la notizia dell'ammutinamento giunse a Bologna, dove era rimasto Stilicone. Il generale radunò i foederati barbari che militavano nel suo esercito per decidere le misure da adottare: inizialmente fu deciso che essi avrebbero represso la rivolta con severità solo nel caso in cui Onorio fosse stato ucciso dai ribelli; in caso contrario, avrebbero castigato i soli principali responsabili della sommossa, nonostante l'uccisione di molti magistrati. Quando arrivò la notizia che i ribelli non avevano recato alcun danno a Onorio, Stilicone, avendo intuito che l'Imperatore gli era diventato ostile, decise di non intervenire per punire l'esercito, conscio che ciò avrebbe dato inizio a una sanguinosa guerra civile ma consapevole anche che questo voleva dire sottoscrivere la propria fine; il generalissimo intendeva invece recarsi a Ravenna, determinato a parlare direttamente con l'Imperatore per tentare di difendersi dalle accuse di tradimento. Quando Stilicone comunicò ai propri soldati foederati sempre più perplessi e sdegnati la sua partenza per Ravenna, questi uno dopo l'altro lo abbandonarono, anzi Saro, non rassegnandosi alla passività, sfogò la sua amarezza uccidendo tutti gli Unni della guardia personale di Stilicone e penetrando nella sua tenda con intenzioni evidentemente ostili; Stilicone riuscì comunque a fuggire. Il generale, constatato di non potersi fidare nemmeno dei soldati barbari che lo servivano, decise, nel corso del viaggio verso Ravenna, di avvertire le città dove dimoravano le mogli e i figli dei federati barbari di non aprire le porte a loro nel caso essi si fossero presentati di fronte a queste città chiedendo di entrare.
A Ravenna giunse l'ordine imperiale di arrestare e giustiziare Stilicone. Il generalissimo cercò riparo nottetempo in una chiesa invocando il diritto di asilo, ma i soldati di Onorio vi fecero irruzione il giorno successivo e giurarono davanti al vescovo ravennate che Stilicone avrebbe avuta salva la vita, venendo condannato solo al carcere, portando a prova di ciò una lettera imperiale che mostrarono al generale; tale promessa non fu però mantenuta. Non appena il generale uscì dalla chiesa sotto la custodia dei soldati, infatti, arrivò per lettera, dalla stessa persona che aveva portato la prima, la sentenza di morte per crimini contro lo stato. Eracliano, comandante della guarnigione, prese in carico Stilicone ed eseguì egli stesso la sentenza decapitando il magister militum. Stilicone avrebbe facilmente potuto evitare l'arresto e sollevare le truppe a lui fedeli che lo accompagnavano e che aspettavano solo un cenno per intervenire, ma non lo fece per timore delle conseguenze di questa azione avrebbe avuto sul destino del traballante impero occidentale. Questa fu la fine di Flavio Stilicone il 22 o il 23 agosto 408. Il figlio Eucherio riuscì a fuggire e a raggiungere la madre a Roma, ma fu assassinato poco dopo. La figlia Termanzia, moglie di Onorio, verrà ripudiata e allontanata dalla corte. In tutta Italia scoppiò un'ondata di violenza contro le famiglie dei barbari foederati, che andarono allora a ingrossare le file dell'esercito di Alarico. Questi attraversò le Alpi Giulie, devastò la penisola e pose l'assedio a Roma, che cadde e fu saccheggiata due anni dopo, nel 410. Dopo otto secoli un esercito straniero entrava di nuovo a Roma.
Nella navata centrale della Basilica di Sant'Ambrogio a Milano, si può vedere un sarcofago paleocristiano in marmo chiamato Sarcofago di Stilicone. Risulta tuttavia inverosimile, per il luogo e il modo in cui fu ucciso, che il generale sia stato sepolto a Milano; il nome della tomba si deve probabilmente a tradizione popolare.

## Stilicone nella storiografia

### Fonti antiche

#### Orosio
Orosio è molto ostile nei confronti di Stilicone. Egli scrive:
(Orosio, Storia contro i Pagani, VII,37.)
E ancora:
(Orosio, Storia contro i Pagani, VII,38.)

#### Zosimo
Zosimo, a seconda della fonte da cui dipende, è contraddittorio sul giudizio dell'operato di Stilicone. Laddove la sua fonte è favorevole a Stilicone, anche Zosimo esprime giudizi lusinghieri su di lui; laddove la sua fonte è ostile, il giudizio espresso da Zosimo diventa anch'esso ostile. Fin quando riassume l'opera di Eunapio (fino al venticinquesimo capitolo del V libro), Zosimo è ostile nei confronti di Stilicone, perché non fa altro che riprendere e riassumere il giudizio ostile di Eunapio senza aggiungervi nulla di nuovo:
(Zosimo, Storia Nuova, V,1.)
Quando però Zosimo comincia a riassumere l'opera di Olimpiodoro (a partire dal ventiseiesimo capitolo del V libro), che difatti era favorevole a Stilicone, anche il suo giudizio su Stilicone diventa lusinghiero:
(Zosimo, Storia Nuova, V,34.)

### Autori moderni
Stilicone, essendo passato dalle fonti come vandalo, inaugurò la serie dei "magister militum" di origine barbarica o semi-barbarica (serie che sarebbe proseguita con Bonifacio, Flavio Ezio e Ricimero), che si trovavano nella scomoda posizione di mediare tra "barbari" che in un certo senso li consideravano "traditori" (e che spesso però ambivano alla loro stessa posizione, come nel caso di Alarico, che a più riprese chiese espressamente un comando ufficiale nell'Impero) e degli imperatori che li guardavano con sospetto, accusandoli di connivenza col nemico dopo i primi rovesci.
Le fonti che abbiamo sulla sua origine barbarica sono successive alla sua morte e gli unici a citarla sono i suoi oppositori: Orosio e Gerolamo, entrambi epigoni di Olimpio, sua nemesi, ed entrambi impegnati a screditarlo in una sorta di "damnatio memoriae". Olimpiodoro, che elogiava Stilicone, attribuiva la sua caduta ai "disumani complotti" di Olimpio. Lo storico Ian Hughes individua l'origine dell'equivoco in tre fattori: la divisione politica tra Occidente e oriente, la sua rivendicazione di parens principum in entrambe le parti dell'impero e il suo comportamento davanti ad Alarico.
È una figura controversa: sebbene considerato fedele alla causa dell'Impero d'Occidente, vista anche la sua morte quasi da "martire", non riuscì a evitare (o forse addirittura fomentò) una rivalità con l'Impero d'Oriente i cui effetti furono disastrosi per la corte di Ravenna, che non era in grado di difendersi da sola, anche perché il suo esercito era stato decimato dalle guerre civili (da ultimo la sanguinosa battaglia del Frigido). In effetti ciò che colpisce durante l'invasione del 406, l'abbandono della Britannia e le incursioni di Alarico, è la pressoché totale assenza di un esercito romano.
Il giudizio finale sul suo operato ha diviso generazioni di storici, si passa dall'accusa di tradimento al dipinto apologetico.
Si pensa che Stilicone, in quel drammatico biennio 406-408, si fosse accordato con Alarico per dirigerlo a combattere gli invasori della Gallia. Lo stesso Teodosio aveva utilizzato Alarico come foederatus e quindi come alleato nella battaglia del Frigido. Anche gli attriti con l'Oriente sarebbero stati legati quindi alla realpolitik, all'esigenza di ottenere uomini, un comando unitario, e forse le reclute della gente guerriera dell'Illirico (quella regione che aveva fornito grandi imperatori-soldati nel drammatico III secolo). È possibile anche che Stilicone intendesse ottenere da Costantinopoli l'Illirico orientale, dove erano stanziati dal 378 i Goti, per legalizzare il controllo dei Goti sulle terre in questione in cambio del loro sostegno contro gli invasori del Reno. La rivalità tra le due parti dell'impero tuttavia fu deleteria per l'Occidente, che non ottenne aiuti immediati contro le invasioni barbariche del 406 e la ribellione di Alarico negli anni seguenti (solo nel 409, dopo la caduta di Stilicone, Teodosio II inviò 4 000 uomini in Italia per sostenere Onorio contro Alarico e Attalo).
Gli storici moderni si sono ripetutamente chiesti se l'invasione dell'Illirico fosse un piano da lungo tempo meditato, o piuttosto il risultato di eventi specifici, se non della disperazione. Autori più datati come John Bagnell Bury ritengono che Stilicone rivendicasse l'annessione dell'Illirico Orientale alla pars occidentis fin dal 395, mentre autori come Hughes, Mazzarino e Cesa, basandosi sui panegirici di Claudiano (opere di propaganda del regime stiliconiano che in alcuni passi sembrano riconoscere come legittimo il governo di Arcadio sull'Illirico Orientale), concludono che solo dopo la sconfitta di Radagaiso nel 405-406 Stilicone concepisse questa strategia come l'unica via di uscita, mentre prima si era illuso di poter mantenere unità d'intenti tra le due parti dell'impero. I potenti senatori romani si opponevano al reclutamento massiccio di barbari nell'esercito, non ritenendoli affidabili, ma allo stesso tempo non volevano fornire i contadini che coltivavano le loro terre, né pagare le tasse che avrebbero consentito all'impero di reclutare altrove i soldati. Per difendere l'Italia Stilicone aveva sguarnito la Britannia e la frontiera del Reno, lasciata forse ai soli federati Franchi, chiaro sintomo di una coperta troppo corta. Sentendosi indifese, o volendo cogliere l'opportunità data dal momento di debolezza e di crisi, alcune zone dell'impero se ne stavano allontanando, e tra queste la Britannia. Non è infatti del tutto certo chi abbia abbandonato chi, se Roma la Britannia o la Britannia Roma. Altre zone della Gallia erano infestate dai Bagaudi e si sarebbero presto staccate (come l'Armorica). L'effetto negativo era doppio, servivano soldati per controllare queste zone ribelli, ma il loro allontanamento privava allo stesso tempo la pars occidentis di fonti di reclutamento e introiti fiscali.
Anche un'altra parte della storiografia moderna (vedi ad esempio Frediani, Gli ultimi condottieri di Roma) dipinge i suoi tentativi di "accomodamento" con Alarico come realpolitik: l'impero era a corto di uomini per poter fronteggiare contemporaneamente l'invasione della Gallia, le velleità di Alarico (che essenzialmente mirava ad avere un ruolo simile a quello di Stilicone) e gli usurpatori che provenivano dalla Britannia allo sbando. Tutte le manovre di Stilicone, incluso il sospetto di complotto contro Rufino, sarebbero quindi state rivolte al bene dell'impero. In questa visione si sente l'influenza delle apologie di Claudiano, che demonizza Rufino e dipinge un'immagine quasi cavalleresca ed "eroica" di Stilicone. Lui (e lo stesso discorso si ripeterà con Flavio Ezio) fu l'ultimo vero "condottiero romano" capace di fermare la marea barbarica e il corso della storia, che stavano affondando il declinante impero occidentale. Più freddamente (e forse cinicamente) si potrebbe anche sostenere che, se dopo Stilicone ed Ezio non ci fu più possibilità di fermare i barbari, fu anche a causa di alcuni loro errori, in buona fede o per interesse personale. In poche parole, si potrebbe dire che Stilicone ed Ezio furono gli "ultimi romani" proprio perché con i loro errori non lasciarono più un impero da difendere. La "realpolitik" di Stilicone potrebbe essere andata nella direzione sbagliata, scambiandoo la tattica con la strategia: considerate la carenza di uomini e le gravi divisioni sociali della parte occidentale, soltanto l'unità con la più ricca e meno divisa pars orientis avrebbe potuto salvare l'occidente, e questa unità fu temporaneamente spezzata dalle azioni di Stilicone, nel momento in cui più sarebbe servita. Ian Hughes ribadisce che questa rottura fu solo momentanea, le due parti si riavvicinarono alla sua morte, e quella definitiva avvenne solo più in là nel tempo (ma ci fu di nuovo un riavvicinamento al tempo di Antemio, dato che nel 468 i due imperi collaborarono ad un disperato assalto al regno vandalo). Ma fu nel critico biennio 406-408, che portò al crollo della frontiera del Reno e alla perdita della Britannia, che questa unità venne a mancare.
Anche le qualità militari di Stilicone sono state oggetto di discussione. Ian Hughes afferma chiaramente che se Stilicone avesse avuto le capacità di un Cesare o di un Traiano il corso della storia avrebbe potuto essere diverso, ma allo stesso tempo dubita che il suo esercito avesse le abilità per sterminare i Visigoti in una battaglia campale, e il rischio di vedere annientato l'ultimo esercito occidentale era troppo grande.
Stilicone probabilmente non ebbe il polso per gestire la gravissima crisi del 408, con i barbari a spasso tra Gallia e Spagna, e la morte di Arcadio che apriva un vuoto di potere in Oriente, dato che Teodosio II era ancora un bambino. La tradizione vuole che Stilicone convincesse Onorio a non andare a Costantinopoli per far valere i suoi diritti sul trono orientale, e che proprio su questo aspetto i cortigiani facessero leva per aizzarglielo contro. Giusta o sbagliata che fosse la decisione di invadere l'Illirico, fu presa troppo lentamente o troppo tardi e comunque nel peggior momento possibile, quando usurpatori e barbari occupavano le province occidentali. Fu così facilissimo per i cortigiani screditarlo agli occhi di Onorio, facendo notare che, con Vandali, Alani e Svevi dentro le frontiere, Alarico con minacciose pretese, un usurpatore a pochi passi, il difensore dell'Occidente non trovava di meglio che pianificare un attacco agli stessi Romani (seppur d'Oriente). I progetti furono complicati dalla morte di Arcadio, creando un'impasse che probabilmente spiega le esitazioni di Stilicone. Era infatti una contraddizione che Onorio e Stilicone volessero andare a Costantinopoli per rivendicare la tutela dell'infante Teodosio II, dopo aver di fatto complottato con Alarico contro la stessa pars orientis. Anche per Francesco Lamendola l'invasione dell'Illirico era totalmente errata nella logica e nella tempistica.
La morte di Stilicone fu seguita da un massacro dei familiari dei mercenari barbari, durante una poco lungimirante rivolta antibarbarica (i mercenari andarono così a ingrossare le file dell'esercito di Alarico).
Probabilmente Stilicone non fu un grande generale, se per grande generale intendiamo un condottiero di battaglie campali, e quasi certamente non fu un grande politico, capace di bilanciare tra loro i cortigiani delle paludi ravennati, gli ultimi soldati romani ancorati alle leggende di Scipione e di Cesare, i barbari in ascesa, e gli ostinatamente tradizionalisti ma immensamente egoisti senatori romani che, non volendo sostenere lo stato, a parole erano romani, ma nei fatti simili a feudatari.
Difficile a dirsi se fosse possibile per un solo uomo rovesciare una situazione che era forse strutturalmente compromessa, e, anche se forse Stilicone creò delle falle alle frontiere, non portò l'esercito a nessun disastro campale, né perse in modo definitivo alcuna provincia. Lasciò ai suoi successori i mezzi per dimostrare che solo la sua pochezza come politico e generale avevano fallito.
Tanti altri uomini gli successero, con diverse personalità e strategie e origini etniche: possiamo menzionare Costanzo III, Ezio Flavio, Maggioriano, Antemio, Marcellino, il controverso Ricimero, e nessuno riuscì a generare una vera inversione di tendenza, solo saltuari periodi di tregua armata.
Quale che sia il giudizio sul suo operato (che deve probabilmente trovare un equilibrio tra i panegirici di Claudiano e la damnatio seguita alla sua uccisione), è certo che i suoi successori non seppero fare molto meglio di lui. Vandali, Alani e Svevi si contesero Spagna e Gallia, seguiti da Burgundi e Franchi; Alarico scorrazzò indisturbato per l'Italia e cercò per ben tre volte con Onorio quello stesso accomodamento che Stilicone sembrava disposto a concedergli.
Di fronte agli ostinati rifiuti di Onorio che, protetto dalle paludi di Ravenna, non gli inviava però contro nessun esercito, Alarico mise a sacco Roma nel 410 e si trasferì nel Mezzogiorno: dopo la sua morte il fratello Ataulfo, grande ammiratore della cultura romana, decise di fondare un proprio regno in Gallia, a Tolosa.
E per finire non dimentichiamo che Giustiniano riuscì a riconquistare una buona parte dell'Occidente, perdendone pezzi (ad esempio l'Italia) in pochi anni e sguarnendo l'impero di risorse che forse sarebbero state meglio impiegate contro Persiani e Arabi.
Forse allora possiamo dire che sì, le cause strutturali rendevano la coperta troppo corta e Stilicone, compiendo umani errori e spinto forse da altrettante umane ambizioni e indecisioni, fece quel che poteva per remare contro fiumi e mari che poteva tentare di guardare ma non fermare.

### Fonti primarie
- Codex Theodosianus
- Claudiano, De Bello Gildonico
- Claudiano, De Consulatu Stilichonis
- Claudiano, In Eutropium
- Claudiano, In Rufinum
- Claudiano, De Bello Getico
- Zosimo Historia Nova, Libro V Archiviato il 4 ottobre 2018 in Internet Archive.
- Paolo Orosio, Historiae adversus paganos, Libro VII Archiviato il 27 dicembre 2016 in Internet Archive.
- Claudio Rutilio Namaziano, De Reditu
- Filostorgio, Storia Ecclesiastica - Epitome di Fozio

### Fonti secondarie
- Bury J.B, History of the Later Roman Empire
- Ferrill Arther, The Fall of the Roman Empire: The Military Explanation
- Edward Gibbon, The Decline and Fall of the Roman Empire
- Santo Mazzarino, Stilicone (1942) (Rizzoli ISBN 978-88-17-33616-1)
- Santo Mazzarino, La fine del mondo antico. Le cause della caduta dell'impero romano (1959) (ora Rizzoli, 2002, ISBN 978-88-17-10046-5)
- Santo Mazzarino, Serena e le due Eudossie. Roma, Istituto Nazionale di Studi Romani, 1946 ISBN 978-88-7311-221-1
- Peter Heather, La caduta dell'Impero romano: una nuova storia, Milano, Garzanti, 2006, ISBN 978-88-11-68090-1.
- Guy Halsall, Barbarian Migrations and the Roman West, 376–568, New York, Cambridge Universitary Press, 2007, ISBN 978-0-521-43491-1.
- Thomas Samuel Burns, Barbarians within the gates of Rome, a study of Roman military policy and the barbarians, ca. 375-425 a.D., Indiana University Press, 1994, ISBN 0-253-31288-4.
- Maria Cesa, Impero tardoantico e barbari: la crisi militare da Adrianopoli al 418, Como, New Press, 1994, ISBN 9788898238156.